# Hadlow
Hadlow – wieś i civil parish w Anglii, w Kent, w dystrykcie Tonbridge and Malling. W 2011 civil parish liczyła 3983 mieszkańców. Hadlow jest wspomniana w Domesday Book (1086) jako Haslow. W obszar civil parish wchodzi także Golden Green.